# Kuinemangale
Kuinemangale – gaun wikas samiti w zachodniej części Nepalu w strefie Dhawalagiri w dystrykcie Myagdi. Według nepalskiego spisu powszechnego z 2001 roku liczył on 283 gospodarstw domowych i 1436 mieszkańców (766 kobiet i 670 mężczyzn).